# NGC 4305
NGC 4305 في الفهرس العام الجديد، هي مجرة، تقع في كوكبة العذراء. اكتشفت في 2 مايو 1829 بواسطة جون هيرشل.

## روابط خارجية
- NGC 4305 على موقع ويكي سكاي: DSS2, SDSS, GALEX, IRAS, Hydrogen α, X-Ray, Astrophoto, Sky Map, Articles and images